# Paralepista flaccida
Paralepista flaccida, також клітоцибе перевернута (Clitocybe flaccida), лепіста червоно-бура, лепіста перевернута — вид грибів роду клітоцибе, що ростуть у Північній Півкулі. Цей гриб може утворювати відьмині кільця.

## Назва

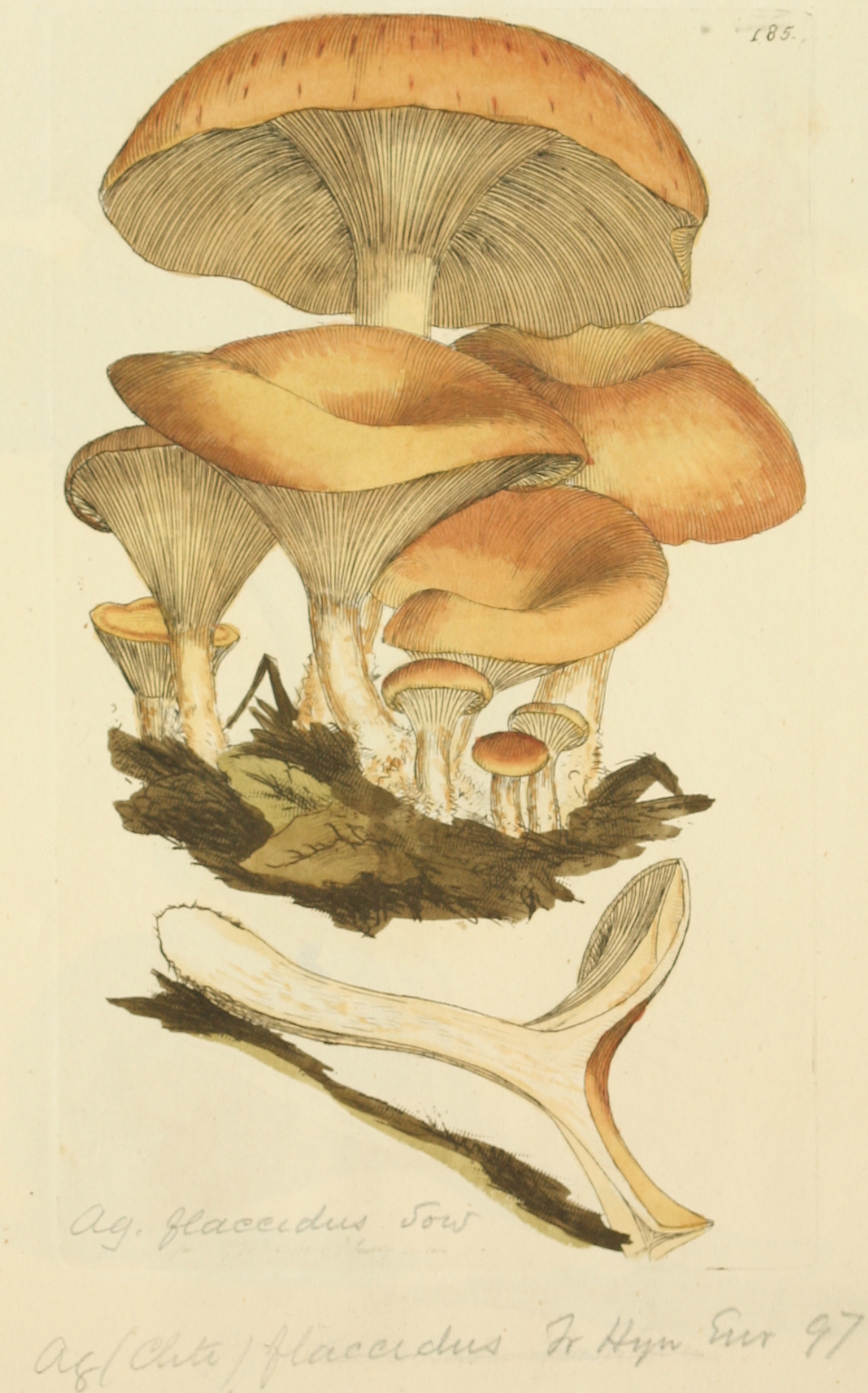
Ілюстрація Совербі, що була в оригінальному визначенні виду P. flaccida

Історія іменування цього гриба є складною через те, що цей гриб довгий час відносили до двох різних видів, "P. flaccida" (пов'язаного з широколисними деревами і лісами) і "P. inversa" (пов'язаного з хвойними деревами і більш гладенькою блискучою шапинкою). Ці форми досі можна диференціювати як різновиди виду P. flaccida. Найперший опис гриба зробив Джованні Антоніо Скополі в 1772, де назвав його Agaricus inversus в книзі Flora Carniolica [Архівовано 12 грудня 2017 у Wayback Machine.], згодом в 1799 Джеймс Совербі описав його під назвою Agaricus flaccidus в своїй основній роботі "Coloured Figures of English Fungi or Mushrooms".  У наступні роки були визначені комбінації Clitocybe flaccida (Пауль Куммер, 1871), Clitocybe inversa (Люсьєн Келе, 1872), і Lepista flaccida та Lepista inversa (Нарцис Патуяр, 1887). Згодом існувала довга плутанина до якого роду правильно його відносити Clitocybe чи Lepista.
Використавши молекулярний аналіз, в 2012 Альфредо Віззіні опублікував статтю, в якій показав (привівши детальне філогенетичне дерево) що ці гриби разом із Lepista gilva утворюють гілку, що є окремою від інших видів Lepista (таких як Рядовка фіолетова) а також від видів Clitocybe (таких як Clitocybe fragrans). Йорґ Г. Райтельгубер  запропонував називати цей рід грибів Paralepista в 1981, це було прийнято лише як підвид, а назва Vizzini відповідно прийнята як назва виду.

## Опис

### Будова
- Шапка гриба виростає до 10 см в діаметрі. Вона приплюснута в центрі або має воронку коли гриб зрілий і має мінливий коричнюватий колір, що може бути очараним, помаранчевим або червонуватим.
- У різновида flaccida поверхня зверху матова і шовковиста а сам гриб м'який. Різновид inversa має блискучу поверхню а сам гриб жорсткий.
- Пластинки тонкі, часті, спускаються на ніжку, спочатку мають кремовий колір схожого відтінку, що і шапка, але світліші. Відбиток спор білий або блідо-рожевий.
- Ніжка має довжину приблизно 7 см і 0.8 см товщину, колір подібний до шапинки.
- Запах приємний грибний, на смак м’який.

### Мікроскопічні характеристики
Спори майже сферичні із шипами або бородавками, приблизно 4.5 µм в діаметрі. Немає розпізнавальних цистидів. Мікроскопічної різниці між різновидами flaccida і inversa немає.